# Помощ, аз съм риба
„Помощ! Аз съм риба“ (на датски: Hjælp, jeg er en fisk) и (на английски: Help I'm Fish/A Fish Tale) е датско-германско-ирландски анимационен филм от 2000 година на режисьора на Стефан Фджелдмарк и Майкъл Хегнър, по сценарий на Стефан Фджелдмарк, Карстен Килерич, Джон Стефан Олсен и Трейси Дж. Браун. Озвучен е с гласовете на Алън Рикман, Тери Джоунс и Арън Пол.
Филмът излиза на екран от 6 октомври 2000 г. в Дания, на 10 август 2001 г. в Великобритания и 5 септември 2006 г. в САЩ. Заглавната песен е изпълнена от датската момичешка група Little Trees. Производството на анимация е разделено между A. Film A / S в Дания, Мюнхенската анимация в Германия и Terraglyph Interactive Studios в Дъблин, Ирландия.

## Дублаж

### Александра Аудио(синхронен дублаж, 2002)
| Роля               | Изпълнител       |
| ------------------ | ---------------- |
| Флай Лиса, майката | Ася Братанова    |
| Чък Акулата        | Сава Пиперов     |
| Джо Бил, бащата    | Георги Новаков   |
| Професор Мак Крил  | Цанко Тасев      |
| Леля Ана           | Венета Зюмбюлева |

#### БНТ(2012)
| Обработка          | Продуцентски център „Външна телевизионна продукция“                                     |
| ------------------ | --------------------------------------------------------------------------------------- |
| Преводач           | Яна Янева                                                                               |
| Редактор           | Веселина Пършорова                                                                      |
| Тонрежисьор        | Елеонора Карагьозова                                                                    |
| Озвучаващи артисти | Елена Русалиева Милица Гладнишка Камен Асенов Георги Стоянов Живко Джуранов Петър Бонев |